# Juan Bautista Otero
Juan Bautista Otero, noto anche come Joan-Baptista Otero (Madrid, 1964), è un direttore d'orchestra, editore musicale, regista e scrittore spagnolo.
Specializzato nell'interpretazione e nel recupero del patrimonio musicale scenico catalano ed europeo del XVIII secolo, Otero ha diretto le prime registrazioni mondiali complete delle opere di Domènec Terradellas, Nicola Porpora e Martín i Soler  premiate dalla Académie Nationale du Disque Lyrique de France. Editore generale , nelle prime edizioni critiche, di opere di Caldara, Scarlatti, Porpora, Conforto, Terradellas o Marianna Martínes, tra gli altri. È autore di due romanzi e di una raccolta di racconti. 

## Biografia
Nato nel 1964 a Madrid, si trasferì a Barcellona qualche mese dopo, dove imparò le basi della musica e del canto con Margarida Sabartés. Nel 1990 si è recato in Svizzera per approfondire la sua formazione di cantante, prima al Conservatorio superiore di Neuchâtel, con Rosmarie Meister, poi alla Schola Cantorum Basiliensis, dove si è specializzato in musica medievale e barocca, completandoli con Nigel Rogers, Dominique Vellard, René Jacobs (voce) e Karin Smith (musicologia), Hans Martin Linde e Johann Sonnleitner (direzione d'orchestra), e in seguito con Peter Kooy (voce) ad Hannover.
Interessato al recupero e alla diffusione della musica barocca catalana ed europea, nel 1987 fonda l'Ensemble Beatus Ille, un'orchestra da camera focalizzata sull'esecuzione con strumenti originali, una tendenza interpretativa emergente in tutta Europa. Negli anni Novanta ha interpretato e diretto opere di Antoni de Lliteres ('Los Elementos', 1992), Antonio Vivaldi ('Gloria e Imeneo', 'La Senna Festeggiante', 1993), Davide Pérez ('Officium Defuctorum', 1994), Martín i Soler ('L'Arbore di Diana', 1995-1996, 'Il Sogno', diretto dal Palau de la Música de Valencia, 2001), come cantante solista, con la direzione o la partecipazione di musicisti come Alessandro de Marchi, Marcel Pérès o Christina Pluhar, tra gli altri.
Questo progetto musicale è stato alla base della 'Reial Companyia Òpera de Cambra de Barcelona', RCOC, fondata nel 1998 con l'attore Isidro Olmo e il poeta Manuel Forcano. Un'orchestra specializzata nel recupero del patrimonio e nell'interpretazione della musica scenica dei secoli XVII-XVIII. Con RCOC ha diretto opere di Domènec Terradellas ('Artaserse', Anfiteatro del Festival Grec di Barcellona 1998), come regista, lavorando con scenografi come Maria Elena Roqué o Joaquim Roy. Come direttore d'orquestra e regista ha diretto opere di Domenico Scarlatti ('Eco e Narciso',  Festival di Aranjuez 2003), Mariana Martínez (Retrato de una compositora: Mariana Martínez, Festival d'Autunno di Madrid, 2006)  e l'opera seria 'Ifigenia in Aulide' di Martín i Soler (Festival di Úbeda y Baeza). Nel maggio 2005 ha diretto la produzione e la registrazione dell'opera 'Orlando' di Porpora in coproduzione per il Festival di Aranjueze il Festival di Sarrebourg-Le Couvent per l'etichetta K617.
Per la stagione 2006-2007 ha diretto 'Ifigenia in Áulide' di Martín i Soler - sempre per il Festival di Sarrebourg con la registrazione per K617-Harmonia Mundi; e 'Aminta, il re pastore' di Antonio Mazzoni , una produzione per il Festival Tage alter Musik Herne-WDR3 (Germania), per il quale ha ricevuto l'Orphée d'Or 2008, assegnato dalla Académie Nationale du Disque Lyrique de France, così come il Diamant, dall'Opéra Magazine.
Nel 2009-2014 ha realizzato la prima registrazione mondiale delle opere di Terradellas 'Artaserse' , al Palau de la Música di Barcellona; 'Sesostri'  all'Auditori della capitale catalana, e le cantate teatrali di Martín i Soler 'Il Sogno' e 'La Dora festeggiante' all'Auditorium del Conservatorio del Liceu [24]. Con l'uscita di 'Artaserse', la prima registrazione completa al mondo di un'opera di Domènec Terradellas, Juan Bautista Otero si è aggiudicato nuovamente l'Orphée d'Or dell'Académie du Disque Français nell'edizione del 2018. Nel 2009 è diventato l'unico direttore d'orchestra catalano, insieme a Jordi Savall, ad aggiudicarsi questo premio per quattro volte consecutive.
Otero ha scritto articoli specializzati per riviste come 'Goldberg' (autore del saggio monografico su Martin i Soler), Amadeus, e come direttore generale ha sviluppato per trent'anni un lavoro di ricerca e di edizione. Le sue edizioni critiche urtext del repertorio musicale teatrale del XVIII secolo si trovano nelle biblioteche nazionali di Berlino, Dresda, nella British Library, nella Biblioteca nazionale austriaca, nella Biblioteca pubblica di New York e nelle biblioteche universitarie di Yale, Berkeley, Ann Arbor e Sydney.
Nel 2018, Otero è stato candidato alla direzione artistica de L'Auditori de Barcelona e nel 2019 ha presentato, insieme a Manuel Forcano, una candidatura per la direzione artistica del Gran Teatre del Liceu di Barcellona.
Dal 2018 Otero continua il suo lavoro di scrittore, realizzando opere che ha già presentato a diversi premi. Il più recente, Memorie dell'invidia - Romanzo. Barcellona, 2023. (Finalista Premio Sant Jordi, 2023; finalista Premio Pin i Soler di Tarragona, 2023). Reinvenzione - Raccolta di racconti. Barcellona, 2023. Un po' di tanto e tanto di niente - Romanzo. Barcellona, 2024 (Selezione Premio Sant Jordi, 2024)

## Discografia
- ECO E NARCISO - Domenico SCARLATTI - Opera, Festival di Aranjuez, 2003. 2 CD. RCOC Records Barcellona, 2015. Distribuzione Harmonia Mundi. Solisti: Stephanie D'Oustrac, Olga Pitarch. Direzione musicale: Joan-Baptista Otero.
- ORLANDO - Nicola PORPORA - Opera, Festival di Aranjuez, 2005. 2 CD e 1 DVD. Prima edizione, 2005. K617 (Francia). Distribuzione, Harmonia Mundi. Solisti: Robert Expert, Olga Pitarch, Betsabée Haas. Direzione musicale: Joan-Baptista Otero.
- IPHIGENEIA IN AULIDE - Vicent MARTIN I SOLER - Opera, Festival di Sarrebourg, Francia. 2 CD. Prima edizione, 2006. K617 (Francia). Distribuzione, Harmonia Mundi. Solisti: Olga Pitarch, Betsabée Haas, Leif Aruhn-Solén, Marina Pardo, Céline Ricci. Direzione musicale: Joan-Baptista Otero.
- RITRATTO DI UNA COMPOSITRICE - Mariana MARTÍNEZ - Cantate Sceniche - Festival d'Autunno di Madrid - 2008/ RNE, Teatro Falla, Cadice. Solisti: Gaëlle Méchaly, Céline Ricci, Kenneth Weiss. Direzione musicale: Joan-Baptista Otero.
- AMINTA - Antonio MAZZONI - Opera, produzione per la Radio Tedesca, WDR3, 2 CD. Prima edizione, 2006. K617 (Francia). Distribuzione, Harmonia Mundi. Solisti: Anna Maria Panzarella, Céline Ricci, Leif Aruhn-Solén, Delphine Gillot, Marina Pardo. Direzione musicale: Joan-Baptista Otero.
- ARTASERSE - Domènec TERRADELLAS - Opera, Festival di Sarrebourg, Francia, 2008. Registrazione al Palau de la Música di Barcellona, 2008. 3 CD. Prima edizione, RCOC Records Barcellona, 2008. Distribuzione Harmonia Mundi. Solisti: Anna Maria Panzarella, Céline Ricci, Sunhae Im, Agustí Prunell-Friend, Mariví Blasco. Direzione musicale: Joan-Baptista Otero.
- IL SOGNO- LA DORA FESTEGGIANTE - Vicent MARTÍN I SOLER- Cantate sceniche, Auditorium del Conservatorio del Liceu, Barcellona, 2010. 2 CD. Prima edizione, RCOC Records Barcelona, 2010. Distribuzione Harmonia Mundi. Solisti: Sunhae Im, Raffaella Milanesi, Magnus Staveland. Direzione musicale: Joan-Baptista Otero.
- SESOSTRI - Domènec TERRADELLAS - Opera, L'Auditori de Barcelona, 2011. 3 CD. Prima edizione, RCOC Records Barcelona, 2011. Distribuzione Harmonia Mundi. Solisti: Sunhae Im, Alexandrina Pendatchanska, Kenneth Tarver, Ditte Andersen, Tom Randle, Raffaella Milanesi. Direzione musicale: Joan-Baptista Otero.
- SOLIMANO - David PÉREZ - Opera, L'Auditori de Barcelona - Festival di Granada, 2011. Estratti inediti. 2 CD. Prima edizione incompiuta, 2011. RCOC Records Barcellona, 2011. Distribuzione Harmonia Mundi. Solisti: Magnus Staveland, Sunhae Im, Xavier Sabata, Karina Gauvin, Mari Eriksmoen, Luciano Botelho. Direzione musicale: Joan-Baptista Otero.

## Edizioni
Domènec TERRADELLAS (1713-1751) - 6 volumi pubblicati:
- Sesostri. Roma, 1751. Edizioni: Barcellona, 2000, 2010. ISMN: 979-0-69223-000-7
- Merope. Roma, 1743. Edizione: Barcellona. 2012. Codice ISBN 979-0-69223-001-4
- Artaserse. Venezia, 1744. Edizioni: Barcellona, 2008, 2012. ISMN: 979-0-69223-002-1
- Astarto, volume 1. Roma, 1739. Edizione: Barcellona, 2018 ISMN: 979-0-69223-051-9
- Astarto, volume 2. Roma, 1739. Edizione: Barcellona, 2019 ISMN: 979-0-69223-052-6
- Annibale-Mitridate-Bellerofonte. Trilogia di Londra, 1746. Barcellona, 2013 ISMN: 979-0-69223-029-8

Vicent MARTÍN i SOLER (1754-1806) - 6 volumi pubblicati:
- Ifigenia in Aulide. Napoli, 1779. Edizioni: Barcellona, 1999 e 2013 ISMN: 979-0-69223-014-4
- Ipermestra. Napoli, 1779. Edizioni: Barcellona, 2000 e 2012 ISMN: 979-0-69223-017-5
- Andromaca. Torino, 1780. Edizione: Barcellona, 2025 ISMN: 979-0-69223-019-9
- L'Arbore di Diana. Vienna, 1787. Edizioni: Barcellona, 1996, 2002 e 2013 ISMN: 979-0-69223-018-2
- Il sogno - La Dora festeggiante. Cantate. Vienna-Torino, 1744. Barcellona, 2006 e 2013 ISMN: 979-0-69223-015-1
- Vologeso. Torino, 1744. Edizione: Barcellona, 2016 ISMN: 979-0-69223-043-4
- Didon abandonnée. S. Pietroburgo, 1792. Balletto. Barcellona, 2016 ISMN: 979-0-69223-045-8

Nicola PORPORA (1686-1768) - 15 volumi pubblicati:
- Gli orti esperidi. Serenata. Napoli, 1721. Edizione: Barcellona, 2012 ISMN: 979-0-69223-004-5
- Angelica. Serenata. Napoli, 1720. Barcellona, 2006, 2013 ISMN: 979-0-69223-024-3
- Semiramide riconosciuta. Venezia, 1729. Barcellona, 2013 ISMN: 979-0-69223-025-0
- Arianna in Nasso. Londra, 1733. Barcellona, 2014 ISMN: 979-0-69223-034-2
- Enea nel Lazio. Londra, 1734. Barcellona, 2015 ISMN: 979-0-69223-036-6
- Agrippina. Napoli, 1708. Barcellona, 2018 ISMN: 979-0-69223-037-3
- Siface. Venezia, 1725. Barcellona, 2013 ISMN: 979-0-69223-042-7
- Il Genio. Serenata. Roma, 1712. Barcellona, 2020 ISMN: 979-0-69223-058-8
- La Iole. Serenata. Napoli, 1711. Barcellona, 2020 ISMN: 979-0-69223-057-1
- Didone abbandonata, I. Reggio Emilia, 1725. Barcellona, 2018 ISMN: 979-0-69223-050-2
- Didone abbandonata. II. Reggio Emilia, 1725. Barcellona, 2018 ISMN: 979-0-69223-053-3
- Adelaide. Roma, 1723. Barcellona, 2020 ISMN: 979-0-69223-059-5
- Imeneo. Opera in 3 atti. Napoli, 1723. Barcellona, 2019 ISMN: 979-0-69223-055-7
- Statira. Venezia, 1742. Barcellona, 2022 ISMN: 979-0-69223-056-4
- Filandro. Dresda, 1747. Barcellona, 2021 ISMN: 979-0-69223-060-1

Mariana [Marianne von] MARTÍNEZ (1744-1812) - 6 volumi pubblicati:
- Cantate sceniche, I. Vienna, 1772-86. A cura di: Barcellona, 2001-2013 ISMN: 979-0-69223-020-5
- Cantate sceniche, II. Vienna, 1767. Barcellona, 2014 ISMN: 979-0-69223-031-1
- Cantate sceniche, III. Vienna, 1767. Barcellona, 2014 ISMN: 979-0-69223-035-1
- Cantate sceniche, IV. Vienna, 1767. Barcellona, 2014 ISMN: 979-0-69223-030-4
- Opera sacra miscellanea. Vienna, 1768-1774. Barcellona, 2017 ISMN: 979-0-69223-048-9
- Isacco, figura del redentore. Oratorio. Vienna, 1781. Barcellona, 2015 ISMN: 979-0-69223-032-8

Antonio CALDARA (1670-1736) - Opere create per Barcellona - 2 volumi pubblicati:
- Scipione nelle Spagne. Barcellona, 1708-Vienna, 1722. Barcellona, 2016. ISMN: 979-0-69223-009-0
- L'Atenaide. Barcellona, 1709-Vienna, 1714. Barcellona, 2013 ISMN: 979-0-69223-041-0

Biblioteca FARINELLI (1705-1782) - Opere di vari compositori, realizzate durante il periodo di Farinelli nella Spagna - 8 volumi pubblicati:
- Nicola CONFORTO - Nitteti. Madrid, 1756. Barcellona, 2012 ISMN: 979-0-69223-006-9
- Nicola CONFORTO - Siroe. Madrid, 1752. Barcellona, 2018 ISMN: 979-0-69223-010-6
- Nicola CONFORTO - La ninfa smarrita. Aranjuez, 1756. Barcellona 2013. ISMN: 979-0-69223-007-6
- Nicola CONFORTO - La Danza-La Pesca. Aranjuez, 1756. Barcellona, 2017 ISMN: 979-0-69223-044-1
- Antonio MAZZONI - Il Re Pastore. Madrid, 1756. Edizioni: Barcellona, 2006, 2013 ISMN: 979-0-69223-005-2
- Baldassare GALUPPI - Didone abbandonata - Madrid, 1752. Barcellona, 2016 ISMN: 979-0-69223-011-3
- Giuseppe BONNO - L'isola disabitata. Aranjuez, 1753. Barcellona, 2013 ISMN: 979-0-69223-008-3
- Giovanni Battista MELE - Serenata per la ricuperata salute. Madrid, 1744. Barcellona, 2013 ISMN: 979-0-69223-021-2

Domenico SCARLATTI (1685-1757) - 2 volumi pubblicati:
- Narciso. Barcellona, 1708. Edizioni: Barcellona, 2001, 2013 ISMN: 979-0-69923-026-7
- Irene. Napoli, 1704. Barcellona, 2025 ISMN: 979-0-69223-038-0

Alessandro SCARLATTI (1660-1725) 1 volume pubblicato:
- Mitridate Eupatore. Venezia, 1707. Edizione: Barcellona, 2013 ISMN: 979-0-69223-027-4

Davide PEREZ (1711-1778). 1 volume pubblicato:
- Solimano. Lisbona, 1768. Edizioni: Barcellona, 2010, 2013 ISMN: 979-0-69223-003-8

Biblioteca OPERA HISPANIA - Opere di vari compositori - 2 volumi pubblicati:
Antoni LLITERES - Gli Elementi. Madrid, 1706. Barcellona, 2014 ISMN: 979-0-69223-028-1
José LIDÓN - Glaura e Coriolano. Madrid, 1791. Ed.: Barcellona, 2000, 2012 ISMN: 979-0-69223-013-7